# Vesce (Vroutek)

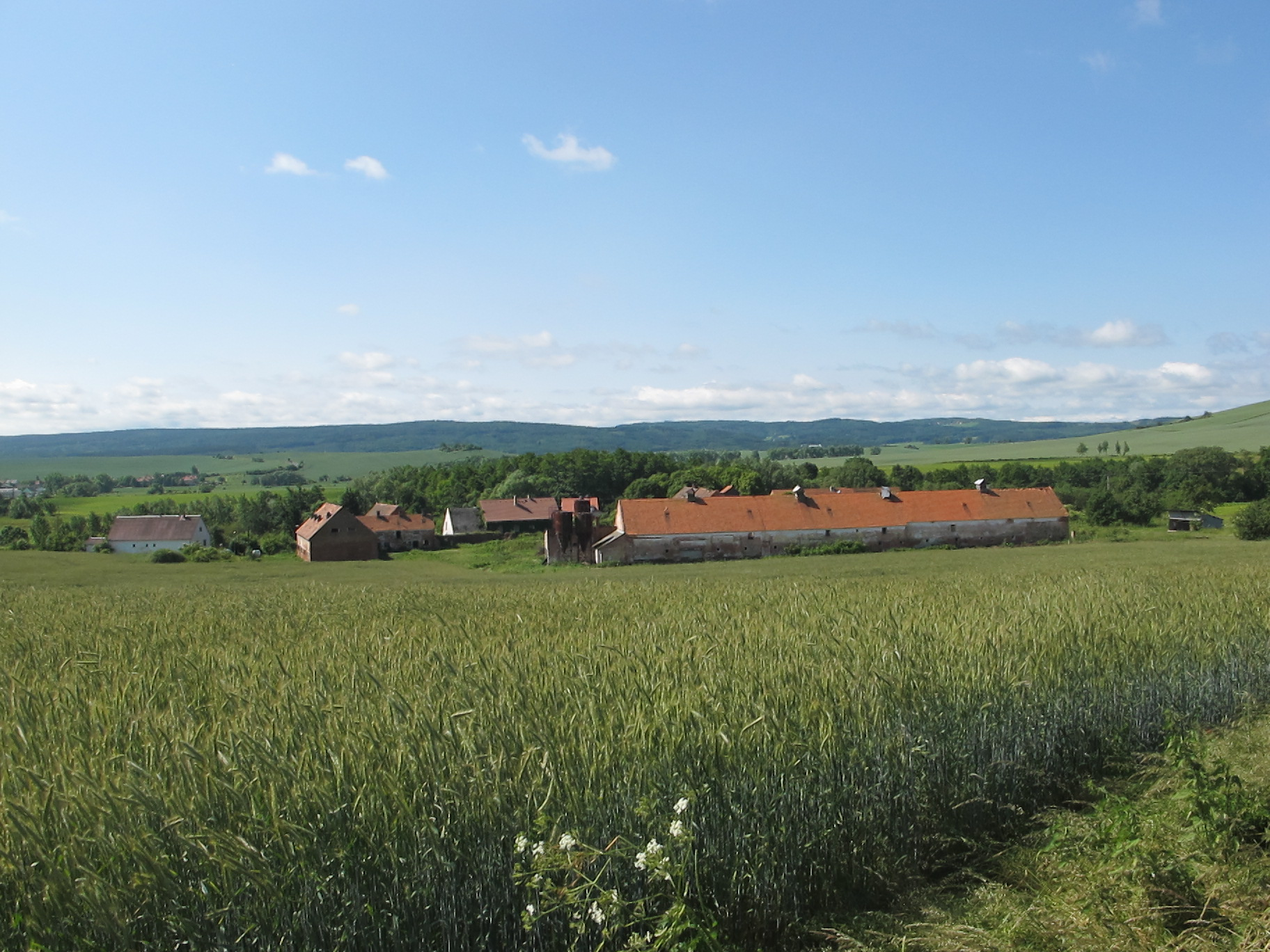
Ortsansicht

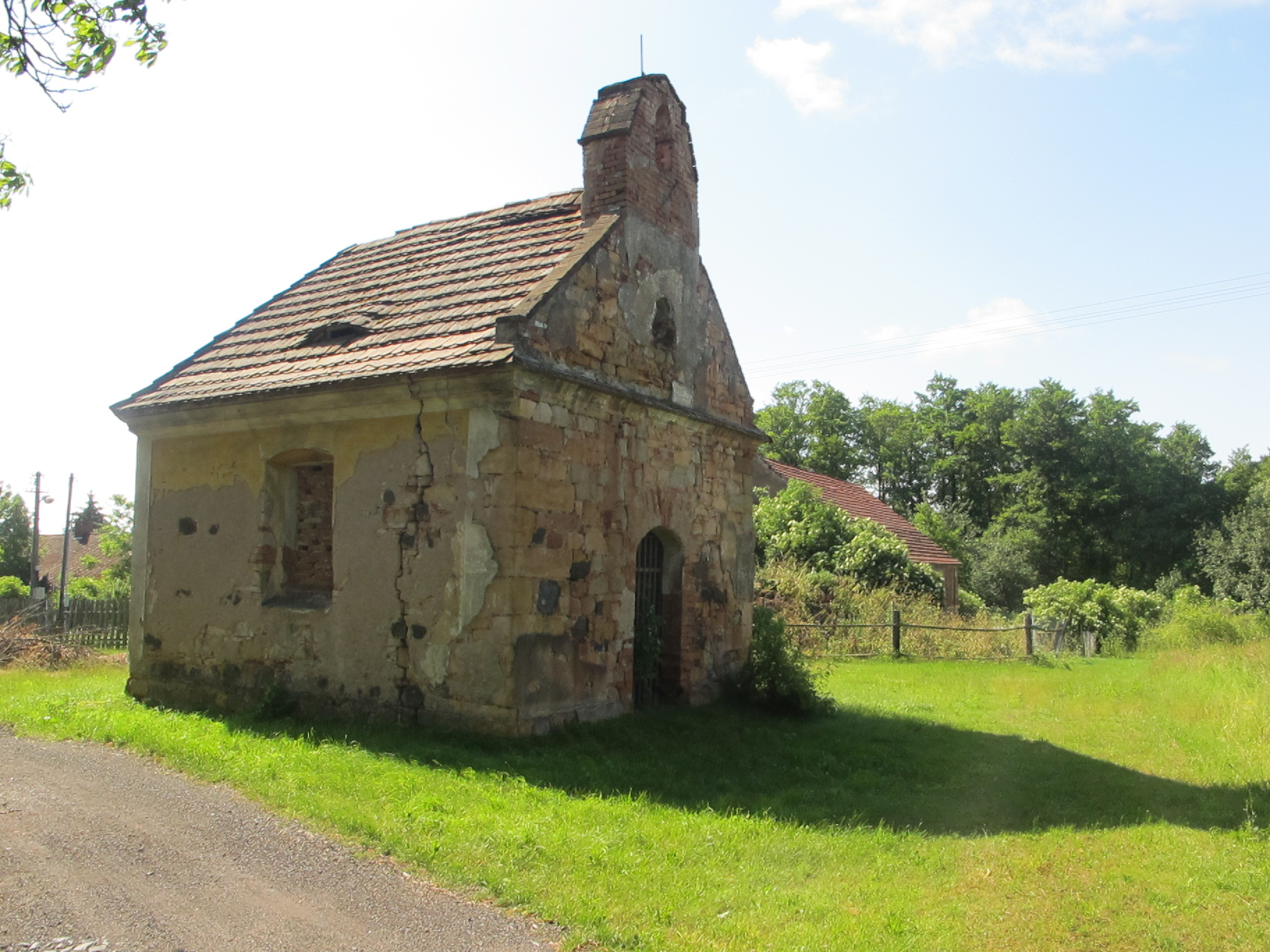
Kapelle

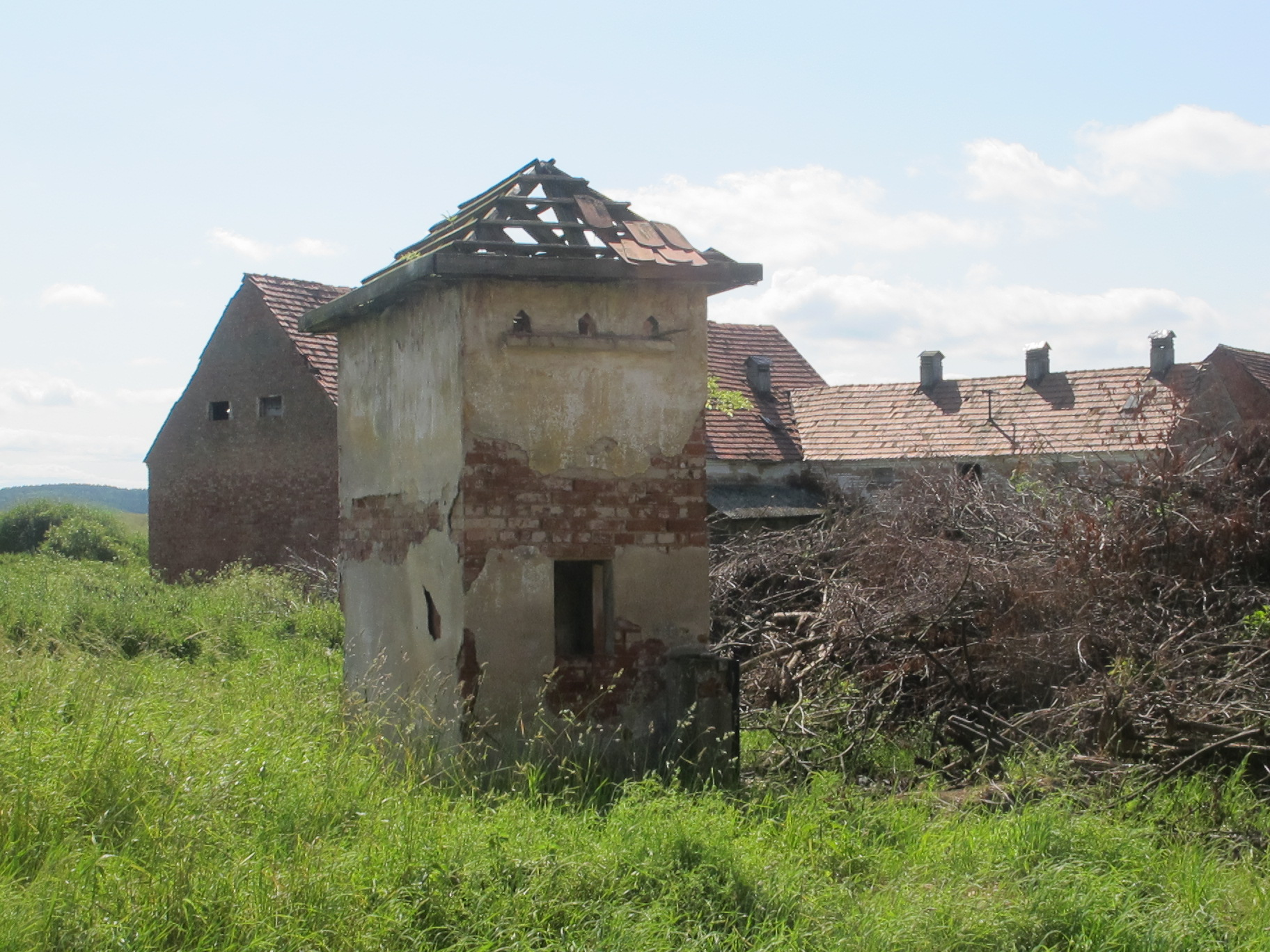
Taubenturm

Vesce (deutsch Wes) ist ein Ortsteil der Stadt Vroutek (Rudig) in Tschechien. Er liegt fünf Kilometer südwestlich von Vroutek und gehört zum Okres Louny.

## Geographie
Der Rundling Vesce befindet sich linksseitig des Baches Mlýnecký potok (Filirschbach) in der Rakovnická pahorkatina (Rakonitzer Hügelland). Oberhalb des Dorfes mündet der Vrbičský potok (Wiesbach) in den Mlýnecký potok. Südöstlich erheben sich der Kapucínský vrch (407 m n.m.) und die Vysoká stráž (Hoher Strassberg; 415 m n.m.), im Süden der Na Skalce (416 m n.m.), südwestlich der K Vescům (Hachtenhübel; 449 m n.m.), im Westen der Záhořský les (Langer Eichenberg; 558 m n.m.) und der Orlík (Adlerberg; 552 m n.m.) sowie nordwestlich der Skytalský vrch (Skytalberg; 552 m n.m.). Östlich des Dorfes verläuft die Staatsstraße II/226 zwischen Vroutek und Lubenec (Lubenz).
Nachbarorte sind Dětaň (Gödesin), Kružín (Kruschina) und Dvérce (Wärzen) im Norden, Vroutek im Nordosten, Lužec (Lust), Vidhostice (Widhostitz) und Mukoděly (Mokotil) im Osten, Přibenice (Pribenz) und Drahonice (Drahenz) im Südosten, Jelení (Hirschen) und Lubenec im Süden, Libyně (Libin) und Dolní Záhoří (Unter-Dreihöfen) im Südwesten sowie Mlýnce (Linz), Vrbička (Klein Fürwitz) und Dvorek (Gehla) im Nordwesten.

## Geschichte
Die erste schriftliche Erwähnung von Vesce erfolgte im Jahre 1407. Das Dorf war ursprünglich ein landtäfliges Gut, wurde dann aber dem Gut Lust zugeschlagen. Seit dem 17. Jahrhundert gehörten die Güter Lust und Linz den Freiherren Kager von Stampach, die sie zu einem Familienfideikommiss Linz vereinigten. Dessen Besitzer waren ab 1704 Christoph Kager von Stampach, ab 1733 der Saazer Kreishauptmann Wenzel Kager von Stampach, ab 1761 der General Karl Kager von Stampach und ab 1765 der spätere Prager Oberstburggraf und Gubernialpräsident Franz Wenzel Reichsgraf Kager von Stampach. 1787 bestand Wes aus 14 Häusern. 1804 erbte Wenzel Reichsgraf Kager von Stampach und 1814 dessen Bruder Johann die Herrschaft. Nach dem Tode von Johann Reichsgraf Kager von Stampach wurde 1830 dessen Schwester Maria, verheiratete Pachta von Rayhofen zur Fideikommisserbin.
Im Jahre 1845 bestand das im Saazer Kreis gelegene Dorf Wes aus 15 Häusern mit 71 deutschsprachigen Einwohnern. Pfarrort war Widhostitz. Bis zur Mitte des 19. Jahrhunderts blieb Wes der Fideikommissherrschaft Linz untertänig.
Nach der Aufhebung der Patrimonialherrschaften bildeten die Dörfer Wess / Vesce und Lünz / Mlýnce ab 1850 eine Gemeinde Wess-Lünz im Gerichtsbezirk Podersam. Sitz der Gemeinde war Lünz. Ab 1868 gehörte Wess zum Bezirk Podersam. Im Jahre 1869 bestand das Dorf aus 15 Häusern und hatte 82 Einwohner. Der Gemeindesitz wurde 1896 nach Wess verlegt und der Doppelname der Gemeinde aufgegeben. Im Jahre 1900 hatte das Dorf Wess 84 Einwohner, 1910 waren es 73. Einzige Erwerbsquelle war die Landwirtschaft, hauptsächlich wurden Hopfen, Getreide und Obst angebaut. Zu Wess gehörte eine einschichtige Ziegelei an der Bezirksstraße von Lust nach Drahenz. Nach dem Ersten Weltkrieg zerfiel der Vielvölkerstaat Österreich-Ungarn, Wes wurde 1918 Teil der neu gebildeten Tschechoslowakischen Republik. Beim Zensus von 1921 lebten in den 43 Häusern der Gemeinde Wes 208 Personen, darunter 186 Deutsche und 17 Tschechen. Davon entfielen 71 auf Wes (15 Häuser) und 137 auf Linz (28 Häuser). 1930 lebten in den 17 Häusern von Wes 67 Personen, in der Gemeinde waren es 184. Nach dem Münchner Abkommen wurde Wes im Oktober 1938 dem Deutschen Reich zugeschlagen und gehörte bis 1945 zum Landkreis Podersam. 1939 hatte die Gemeinde 173 Einwohner. Nach dem Ende des Zweiten Weltkrieges kam Vesce zur wiedererrichteten Tschechoslowakei zurück. Nach der Aussiedlung der meisten deutschen Bewohner wurde die Gemeinde mit Tschechen wiederbesiedelt. 1950 lebten in den 11 Häusern von Vesce 28 Personen. Bei der Gebietsreform von 1960 erfolgte die Aufhebung des Okres Podbořany, Vesce wurde Teil des Okres Louny. Im selben Jahr erfolgte die Eingemeindung nach Drahonice. Am 1. Mai 1976 wurde Vesce nach Skytaly und mit diesem zusammen am 1. Januar 1981 nach Vroutek eingemeindet. Beim Zensus von 1991 lebten in den vier Häusern von Vesce vier Personen. 2011 hatte das Dorf sechs Einwohner und bestand wiederum aus vier Wohnhäusern.

## Ortsgliederung
Der Katastralbezirk Vesce u Drahonic umfasst die Ortsteile Vesce und Mlýnce (Linz).

## Sehenswürdigkeiten
- Kapelle auf dem Dorfplatz, das Kulturdenkmal befindet sich in einem ruinösen Zustand und ist ohne Ausstattung
- Taubenhaus, es befindet sich in einem ruinösen Zustand
- Gehöft Nr. 34
- Aussichtsturm Vochlice, südwestlich des Dorfes, errichtet 1881 oder 1883